# Julian Pollersbeck
Julian Pollersbeck (* 16. srpna 1994, Altötting, Německo) je německý fotbalový brankář a bývalý mládežnický reprezentant, od roku 2017 hráč klubu Hamburger SV.

## Klubová kariéra
- DJK Emmerting (mládež)
- SV Wacker Burghausen (mládež)
- SV Wacker Burghausen 2011–2013
- 1. FC Kaiserslautern 2013–2017
- Hamburger SV 2017–

## Reprezentační kariéra
Julian Pollersbeck nastupoval v letech 2016–2017 za německou reprezentaci U21.

Zúčastnil se Mistrovství Evropy hráčů do 21 let 2017 v Polsku, kde s týmem získal titul (historicky druhý pro Německo). Na šampionátu byl brankářskou jedničkou a dostal se do jedenáctičlenné All-star sestavy turnaje.